# Polyacanthus transvaalensis
Polyacanthus transvaalensis är en kräftdjursart som beskrevs av Barnard 1932. Polyacanthus transvaalensis ingår i släktet Polyacanthus och familjen Armadillidae. Inga underarter finns listade i Catalogue of Life.